# جوست يتشمان
جوست يتشمان (بالهولندية: Joost Wichman)‏ هو دراج هولندي.

## روابط خارجية
- جوست يتشمان على موقع أرشيف الدراجات (الإنجليزية)